# Tribunal Supremo de la Signatura Apostólica

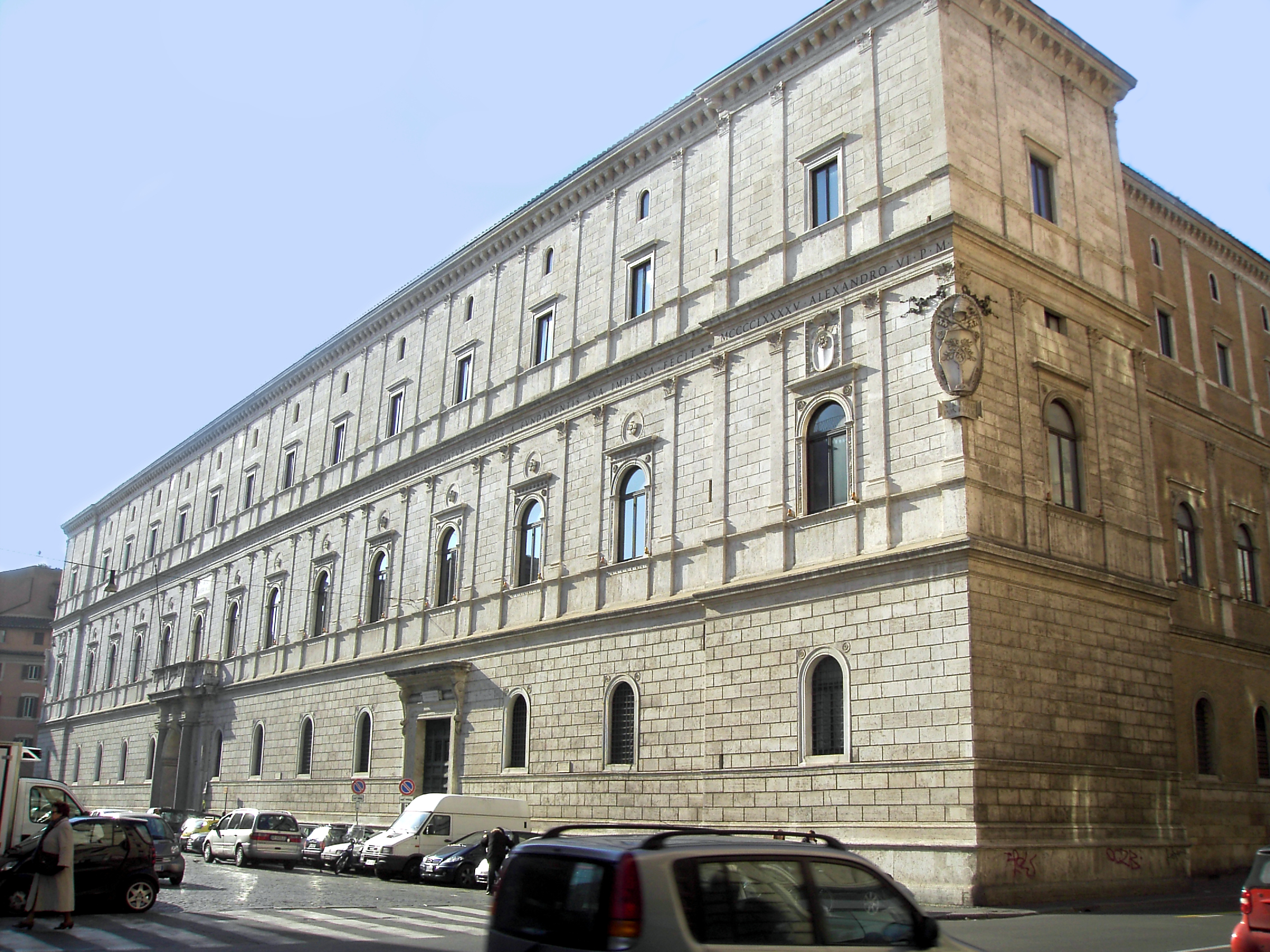
Fachada del Palacio de la Cancillería, sede de la Signatura Apostólica.

El Tribunal Supremo de la Signatura Apostólica (en latín: Supremum Tribunal Signaturae Apostolicae) vela por la correcta administración de la justicia dentro de la Iglesia católica. Tiene su sede en el Palacio de la Cancillería de Roma.
El tribunal surgió en el siglo XIII. Por aquel entonces agrupaba a los ponentes encargados de preparar la firma por parte del papa de las súplicas y causas particulares. Eugenio III lo convirtió en una oficina estable en el siglo XV. Pío X lo transformó en un tribunal supremo en el marco de las reformas del derecho canónico que se realizaron a principios de 1908.
En la actualidad se rige por la Constitución Apostólica Pastor bonus de 1988 (arts. 121-125). El Tribunal se encarga de los litigios de nulidad (matrimonio), de los recursos contra las sentencias de la Rota Romana y de los conflictos de competencia. 
Los miembros del tribunal son nombrados por el papa. Está dirigido por un prefecto asistido por un secretario y un subsecretario.

## Ámbito de competencia
La competencia de la Signatura Apostólica abarca:
1. Denuncias de nulidad y peticiones de restitución total contra sentencias de la Rota Romana.
2. Recursos, en casos relacionados con el estado de las personas, cuando la Rota Romana ha negado un nuevo examen del caso.
3. Recusaciones por sospecha y otros procedimientos contra jueces de la Rota Romana que surjan del ejercicio de sus funciones.
4. Conflictos de competencia entre tribunales que no están sujetos al mismo tribunal de apelación.[1]

Además de estos asuntos judiciales, la Signatura tiene competencia como tribunal administrativo para:
- Conocer controversias sobre decisiones administrativas tomadas o aprobadas por los dicasterios de la Curia Romana, cuando se alegue que la decisión violó alguna ley, ya sea en el proceso de toma de decisiones o en el procedimiento utilizado.
- Resolver controversias administrativas que le sean remitidas por el Papa o por los departamentos de la Curia, así como conflictos de competencia entre dichos departamentos.[2]

Un tercer ámbito de su competencia es la supervisión de todos los tribunales de la Iglesia Católica, con potestad para:
- Ampliar la competencia (jurisdicción) de los tribunales.
- Conceder dispensas de las leyes procesales.
- Establecer tribunales interdiocesanos.
- Disciplinar a los abogados canónicos.[3]

La Signatura Apostólica es asimismo el tribunal de casación final en el sistema jurídico civil del Estado de la Ciudad del Vaticano. Según la Ley CCCLI del Estado de la Ciudad del Vaticano, promulgada el 16 de marzo de 2020, su competencia incluye apelaciones relacionadas con el procedimiento legal y la competencia judicial. De acuerdo con una ley de 2008 promulgada por el Papa Benedicto XVI, el sistema jurídico civil del Estado de la Ciudad del Vaticano reconoce al derecho canónico como su primera fuente normativa y primer principio de interpretación. El Papa Francisco ha afirmado que los principios del derecho canónico son esenciales para la interpretación y aplicación de las leyes del Estado de la Ciudad del Vaticano.

## Historia
En el siglo XIII, los papas comenzaron a utilizar a los referendarii para investigar y preparar la firma —de ahí el nombre signatura— de peticiones y otros casos presentados ante la Santa Sede. El papa Eugenio IV confirió a estos referendarii la autoridad para firmar ciertas peticiones, estableciendo así una oficina permanente con este propósito. Bajo los pontificados de Alejandro VI, Sixto IV y Julio II, esta oficina se dividió en dos: la Signatura gratiae, encargada de examinar las peticiones de favores, y la Signatura iustitiae, destinada a los casos contenciosos.
Con el tiempo, el honorable cargo de referendario comenzó a otorgarse con frecuencia como un título meramente honorífico. No obstante, el papa Sixto V impuso un límite al número de estos, y el papa Alejandro VII organizó a los referendarii con derecho a voto en un colegio, asistido por los referendarii simples, que tenían solamente una función consultiva.
La Signatura gratiae fue perdiendo progresivamente sus funciones en favor de otros organismos, y el crecimiento del trabajo de la Rota Romana, junto con la fundación de las Congregaciones de Cardenales, provocó que la Signatura iustitiae se transformara principalmente en un tribunal supremo de los Estados Pontificios.[cita requerida]
La competencia actual de la Signatura Apostólica está establecida en la constitución apostólica Pastor Bonus del 28 de junio de 1988.Annuario Pontificio 2008, pp. 1896-1897. 

## Relación con el Tribunal Supremo del Estado de la Ciudad del Vaticano
El 16 de marzo de 2020, el papa Francisco promulgó una nueva ley civil para el Estado de la Ciudad del Vaticano, mediante la cual la Signatura Apostólica pasó a ser el tribunal de casación final de dicho Estado. La ley también dispone una mayor independencia de los órganos judiciales y de los magistrados dependientes del Papa. Asimismo, especifica los requisitos para el nombramiento de jueces y simplifica el sistema judicial, al tiempo que incrementa el personal del tribunal.
Antes de esa reforma, el cardenal prefecto de la Signatura Apostólica ejercía ex officio como presidente del Tribunal Supremo del Estado de la Ciudad del Vaticano (Corte di Cassazione). Los otros dos miembros del tribunal supremo también eran cardenales de la Signatura Apostólica y eran designados anualmente por el cardenal prefecto.

## Prefectos
- Lorenzo Campeggio (1 de diciembre de 1519 - 19 de julio de 1539)

- Niccolò Ardinghelli (1 de mayo de 1545 - 23 de agosto de 1547)

- Giovanni Angelo Medici (21 de julio de 1550 - septiembre de 1557)

- Antonio Trivulzio, iuniore (16 de octubre de 1557 - 25 de junio de 1559)

- Ludovico Simoneta (8 de junio de 1563 - 30 de abril de 1568)

- Gianpaolo Della Chiesa (3 de mayo de 1568 - 11 de enero de 1575)

- Alessandro Sforza di Santa Fiora (12 de enero de 1575 - 16 de mayo de 1581)

- Alessandro Riario (16 de mayo de 1581 - 18 de julio de 1585)

- Giovanni Battista Castrucci (18 de julio de 1585 - 19 de julio de 1591)

- Paolo Emilio Sfondrati (19 de julio de 1591 - 23 de diciembre de 1599)

- Cinzio Passeri Aldobrandini (23 de diciembre de 1599 - 1 de enero de 1610)

- Maffeo Barberini (8 de enero de 1610 - 1623)

- Francesco Barberini (1597–1679) (13 de octubre de 1623 - 18 de marzo de 1628)

- Antonio Barberini (18 de marzo de 1628 - diciembre de 1632)

- Berlinghiero Gessi (2 de noviembre de 1633 - 6 de abril de 1639)

- Giulio Cesare Sacchetti (22 de junio de 1640 - 10 de octubre de 1645)

- Camillo Francesco Maria Pamphili (10 de octubre de 1645 - 21 de enero de 1647)

- Benedetto Odescalchi (22 de enero de 1647 - 4 de abril de 1650)

- Flavio Chigi (1631–1693) (28 de julio de 1661 - 29 de noviembre de 1661)

- Giacomo Rospigliosi (20 de diciembre de 1667 - 2 de febrero de 1684)

- Benedetto Pamphili (23 de marzo de 1685 - 23 de agosto de 1693)

- Fulvio Astalli (24 de septiembre de 1693 - 16 de mayo de 1696)

- Giovanni Giacomo Cavallerini (16 de mayo de 1696 - 18 de febrero de 1699)

- Fabrizio Spada (4 de diciembre de 1700 - 15 de junio de 1717)

- Bernardino Scotti (26 de noviembre de 1718 - 1720)

- Lorenzo Corsini (22 de noviembre de 1720 - 12 de julio de 1730)

- Alamanno Salviati (27 de julio de 1730 - 24 de febrero de 1733)

- Neri Maria Corsini (2 de marzo de 1733 - 6 de diciembre de 1770)

- Andrea Corsini (cardenal) (1770 - 18 de enero de 1795)

- Leonardo Antonelli (27 de febrero de 1795 - 26 de diciembre de 1801)

- Ercole Consalvi (26 de diciembre de 1801 - 6 de septiembre de 1805) (pro-prefecto)

- Ercole Consalvi (6 de septiembre de 1805 - 10 de mayo de 1817)

- Antonio Dugnani (16 de mayo de 1817 - 17 de octubre de 1818)

- Diego Innico Caracciolo di Martina (14 de diciembre de 1818 - 24 de enero de 1820)

- Giovanni Battista Quarantotti (10 de mayo - 15 de septiembre de 1820)

- Pietro Francesco Galleffi (20 de diciembre de 1820 - 15 de enero de 1825)

- Giuseppe Spina (15 de enero de 1825 - 13 de noviembre de 1828)

- Giovanni Francesco Falzacappa (7 de enero de 1829 - 18 de noviembre de 1840)

- Antonio Pallotta (1833 - 19 de julio de 1834)

- Luigi Bottiglia Savoulx (27 de noviembre de 1834 - 14 de septiembre de 1836)

- Francesco Tiberi Contigliano (22 de febrero de 1837 - 28 de octubre de 1839)

- Antonio Domenico Gamberini (22 de diciembre de 1840 - 25 de abril de 1841)

- Mario Mattei (4 de julio de 1854 - 3 de febrero de 1858)

- Pietro Marini (3 de febrero de 1858 - 19 de agosto de 1863)

- Camillo Di Pietro (29 de agosto de 1863 - 1867)

- Carlo Sacconi (20 de diciembre de 1867 - 2 de junio de 1877)

- Teodolfo Mertel (2 de junio de 1877 - 19 de junio de 1879)

- Carlo Luigi Morichini (15 de julio de 1878 - 26 de abril de 1879)

- Luigi Serafini (cardenal) (13 de mayo de 1884 - 31 de julio de 1885)

- Isidoro Verga (31 de julio de 1885 - 12 de noviembre de 1888)

- Luigi Pallotti (20 de febrero de 1889 - 31 de julio de 1890)

- Vincenzo Vannutelli (20 de octubre de 1908 - 15 de diciembre de 1914)

- Michele Lega (15 de diciembre de 1914 - 20 de marzo de 1920)

- Augusto Silj (20 de marzo de 1920 - 26 de febrero de 1926)

- Francesco Ragonesi (9 de marzo de 1926 - 14 de septiembre de 1931)

- Bonaventura Cerretti (12 de octubre de 1931 - 8 de mayo de 1933)

- Enrico Gasparri (18 de mayo de 1933 - 20 de mayo de 1946)

- Massimo Massimi (29 de mayo de 1946 - 6 de marzo de 1954)

- Giuseppe Bruno (cardenal) (20 de marzo de 1954 - 10 de noviembre de 1954)

- Gaetano Cicognani (18 de noviembre de 1954 - 5 de febrero de 1962)

- Francesco Roberti (14 de noviembre de 1959 - 24 de marzo de 1969)

- Dino Staffa (7 de abril de 1967 - 7 de agosto de 1977)

- Pericle Felici (13 de septiembre de 1977 - 22 de marzo de 1982)

- Aurelio Sabattani (17 de mayo de 1982 - 1 de julio de 1988)

- Achille Silvestrini (1 de julio de 1988 - 24 de mayo de 1991)

- Gilberto Agustoni (2 de abril de 1992 - 5 de octubre de 1998)

- Zenon Grocholewski (5 de octubre de 1998 - 15 de noviembre de 1999)

- Mario Francesco Pompedda (15 de noviembre de 1999 - 27 de mayo de 2004)

- Agostino Vallini (27 de mayo de 2004 - 27 de junio de 2008)

- Raymond Leo Burke (27 de junio de 2008 - 8 de noviembre de 2014)[9]

- Dominique Mamberti (8 de noviembre de 2014[9] – presente)